# プライス (潜水艦)
プライス (USS Plaice, SS-390) は、アメリカ海軍の潜水艦。バラオ級潜水艦の一隻。艦名はカレイの一種で、一般的にはツノガレイ属のヨーロピアンプレイスかアカガレイ属のアメリカンプレイスを指し、近縁種や形の似た他種のカレイを含める。アメリカ公文書はアメリカンプレイスを由来と推測している。

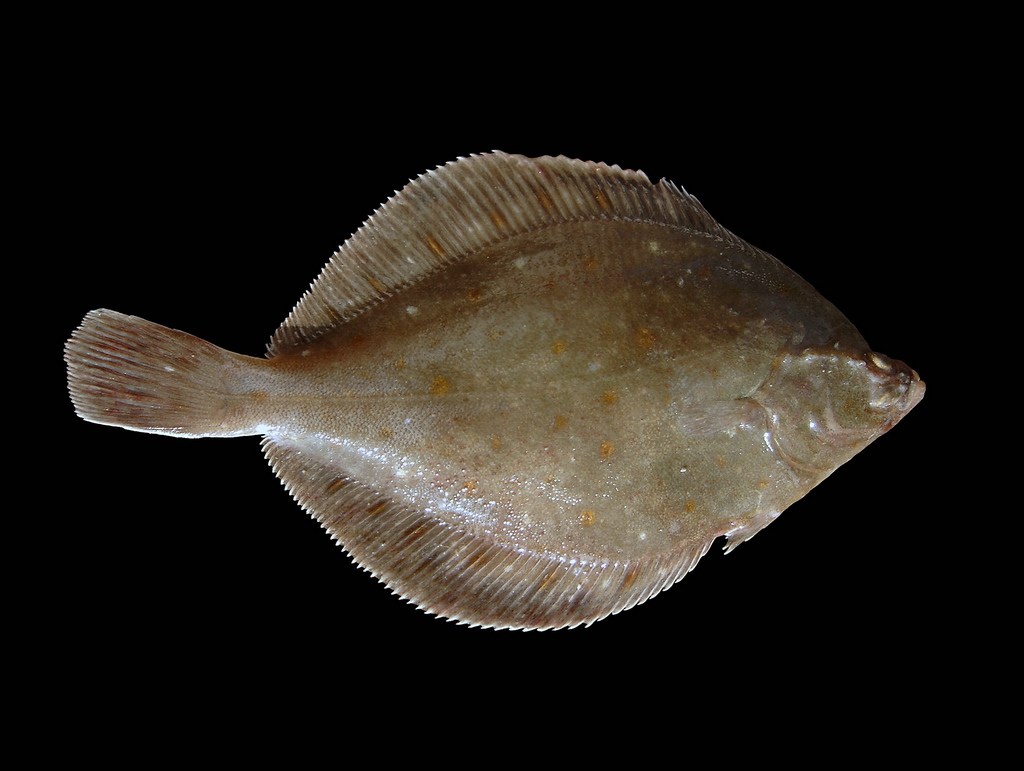
プレイス（European plaice）

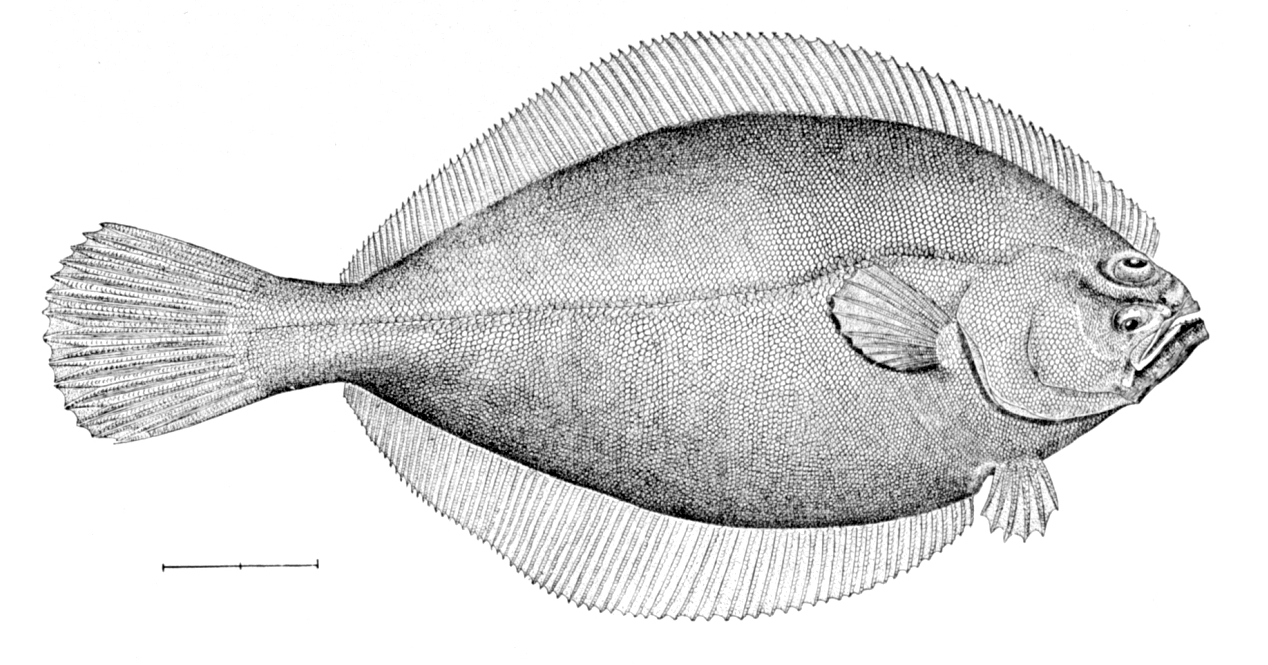
アメリカンプレイス（American plaice ）

## 艦歴
プライスは1943年7月14日にメイン州キタリーのポーツマス海軍造船所で起工した。1943年11月15日にエリナ・ファッツィによって命名、進水し、1944年2月12日に艦長クライド・B・スティーヴンス・ジュニア少佐（アナポリス1930年組）の指揮下就役する。整調および訓練後、プライスは4月15日にパナマ運河に向けて出航し、5月13日に真珠湾に到着した。

### 第1、第2の哨戒 1944年6月 - 10月
6月3日、プライスは最初の哨戒で小笠原諸島方面に向かった。6月30日、プライスは北緯28度20分 東経141度23分 / 北緯28.333度 東経141.383度の聟島北西80キロの水域で元特設砲艦百福丸（尼崎汽船、986トン）を撃沈。7月5日には、北緯27度50分 東経141度20分 / 北緯27.833度 東経141.333度の西之島北東約40キロの水域で特設捕獲網艇興義丸（三光汽船、857トン）を撃沈した。7月18日には輸送船団を攻撃して時雨型駆逐艦の撃沈を報じ、後日第50号駆潜艇を撃沈とされたが、同艇は7月21日に空襲で沈没している。7月25日、プライスは52日間の行動を終えてミッドウェー島に帰投した。
8月17日、プライスは2回目の哨戒で日本近海および南西諸島方面に向かった。9月7日の午後遅くに、北緯27度26分 東経126度54分 / 北緯27.433度 東経126.900度の地点で金剛丸（国際汽船、7,043トン）クラスの特設巡洋艦と思しき艦船に対して魚雷を発射し、1本の命中を得たと判断された。9月24日には北緯29度3分 東経129度15分 / 北緯29.050度 東経129.250度の地点で、扶桑型戦艦に対して6本の魚雷を発射。スクリューを止める効果はあったと判断された。3日後の9月27日未明、プライスは北緯29度41分 東経128度02分 / 北緯29.683度 東経128.033度のトカラ列島宝島北西50キロの水域で、陸軍特殊船吉備津丸（日本郵船、9,575トン）などが加わったヒ72船団を護衛し門司に向かっていた第10号海防艦を撃沈。輸送船に対しても3本の魚雷を命中させたと判断された。10月7日にミッドウェー島に寄港し、翌日、スレッシャー (USS Thresher, SS-200) と共に真珠湾に回航された。10月12日、プライスは56日間の行動を終えて真珠湾に帰投した。

### 第3、第4の哨戒 1944年11月 - 1945年3月
11月9日、プライスは3回目の哨戒で日本近海に向かった。四国、九州方面および東シナ海と哨戒。12月9日未明、プライスは女島灯台沖でレッドフィッシュ (USS Redfish, SS-395) 、シーデビル (USS Sea Devil, SS-400) とともに空母隼鷹、戦艦榛名、重巡洋艦利根と、それらを護衛中の駆逐艦を発見。レッドフィッシュが隼鷹を撃破し、プライスかシーデビルのどちらかが駆逐艦・槇を撃破した。12月20日、プライスは39日間の行動を終えてグアムのアプラ港に帰投した。
1945年1月23日、プライスは4回目の哨戒でスキャバードフィッシュ (USS Scabbardfish, SS-397) 、シーポーチャー (USS Sea Poacher, SS-406) とウルフパックを構成しルソン海峡方面に向かった。哨戒海域でアーチャーフィッシュ (USS Archer-fish, SS-311) 、バットフィッシュ (USS Batfish, SS-310) 、ブラックフィッシュ (USS Blackfish, SS-221) からなる別のウルフパックが合流。今回の長期に及ぶ哨戒では敵の対潜作戦に直面することとなったが、遭遇した獲物は3月1日に発見した小型、中型の輸送船および3隻の護衛艦から成る船団のみであり、その船団に対して3度にわたる攻撃を行ったが、1つの命中を得ただけと判断された。3月23日、プライスは58日間の行動を終えてミッドウェー島に帰投。艦長がリチャード・S・アンドリュース（アナポリス1931年組）に代わった。

### 第5、第6の哨戒 1945年4月 - 1945年8月
4月26日、プライスは5回目の哨戒で千島列島およびオホーツク海方面に向かった。最初の敵との遭遇は5月13日であり、プライスは4隻の海上トラックと4隻の小型ラガーを発見して追跡。その後浮上して択捉島の入り江に追い込み、4インチ砲および40ミリ機関砲で砲撃を行い、海上トラック全てとラガー2隻を撃沈した。大口径砲の弾薬を全て消費したプライスは、残る2隻のラガーに対して20ミリ機銃などで攻撃し、破壊した。5月18日には、それぞれ250トンほどの7隻の漁船を発見。20ミリ機銃などでの攻撃で2隻を破壊した。6月13日、プライスは47日間の行動を終えて真珠湾に帰投した。
7月18日、プライスは6回目の哨戒で東シナ海に向かった。この哨戒では敵との接触はなかったが、アメリカ陸軍航空軍のB-25の乗員を救助し、翌日海軍の哨戒機に彼らを引き渡した。8月15日に日本は降伏。8月24日、プライスは35日間の行動を終えてミッドウェー島に帰投した。
プライスは第二次世界大戦の戦功で6個の従軍星章を受章した。

### 戦後・ブラジル海軍で
戦後プライスは1947年11月まで太平洋で活動し、その後メア・アイランド海軍造船所で予備役となる。ブラジル海軍に貸与するため1963年5月18日に活動状態に復帰し、9月7日に相互防衛援助計画に基づき引き渡された。
プライスはブラジル海軍でバイーア (Bahia, S-12) の艦名で就役する。当初は5年間の貸与予定であったが、その期間は延長された。1973年1月9日に退役したバイーアはサントスのブラジル技術博物館に売却された。プライスは1973年4月1日にアメリカ海軍から除籍された。博物館ではバイーアを博物館船として展示・保存する計画だったが、これは実現せず、廃棄処分となった。